# De sorte ravne
De sorte ravne er en amerikansk stumfilm fra 1920 af John Francis Dillon.

## Medvirkende
- Justine Johnstone som Leonie
- William "Stage" Boyd
- Charles K. Gerrard som Duval
- Jessie Arnold som Suzanne
- Walter Walker som Howard Crocker